# Hubert Colson
Hubert Colson (1942-2020), geboren te Luik is een Belgische schrijver, banketbakker en psychoanalist.

## Biografie
Colsons moeder was lerares en zijn vader banketbakker. Hij volgde een duale opleiding en werd professor in de moraalfilosofie en het Frans. Op hetzelfde moment werd hij eveneens bakker.
Hij volgde een opleiding psychotherapie psychoanalyse bij La Salpêtrière in Parijs.

## Publicaties
- (fr)  Pâtisserie, une aventure pour le plaisir, Hubert Colson, Xavier Saint-Luc, Georges Schevenels; voorwoord van Line Renaud, Érasme, Namur, 1989 ;
- (fr)  La pâtisserie avec Martine, d'après les albums de Gilbert Delahaye et Marcel Marlier; recettes de Hubert Colson; illustrées par Nadette Charlet, Casterman, Bruxelles, 2004 ;
- (nl)  Tiny's kookboek : koekjes en gebak, gebaseerd op de boeken van Gijs Haag en Marcel Marlier; recepten van Hubert Colson; geïllustreerd door Nadette Charlet, Casterman, Brussel, 2004 ;
- (fr)  Le « Sucré salé » avec Martine, d'après les albums de Gilbert Delahaye et Marcel Marlier; textes et recettes de Hubert Colson; illustrées par Nadette Charlet, Casterman, Bruxelles, 2004 ;
- (nl)  Tiny's kookboek : zoet en zout, gebaseerd op de boeken van Gijs Haag en Marcel Marlier; recepten van Hubert Colson ; geïllustreerd door Nadette Charlet, Casterman, Brussel, 2004 ;
- (fr)  Recettes enchantées : cuisine des terroirs autour de Mons, sous la coordination d'Hubert Colson; stylisme et photographies : Jean-Pierre Gabriel, Office de Tourisme de la Ville de Mons, Mons, 2008 ;
- (fr)  Pétrir la vie : un psychanalyste se bat pour sa propre survie et celle de sa propre patiente, Payot, Paris, 2009.